# Renato Malavasi
Renato Malavasi (né à Vérone le 8 août 1904  et mort dans la même ville le  7 octobre 1998) est un acteur italien. Il est apparu dans environ 150 films entre 1921 et 1991.

## Biographie
Après avoir suivi des cours de ballet et de chorégraphie au théâtre de l'Opéra, il décide d'étudier le théâtre et de faire ses débuts dans le théâtre dialectal dans les compagnies de Cesco Baseggio et des frères  Micheluzzi , puis avec Antonio Gandusio.
Il fait ses débuts au cinéma muet à la fin des années 1920 et devient rapidement l'un des acteurs les plus populaires parmi les sociétés de production et les réalisateurs, avec une carrière de 60 ans, il tourne des films jusqu'en 1991, soit un total d'environ 150 films.
Pendant la République sociale italienne, vivant à Vérone, il tourne  quelques films dans les studios de Venise, à la Giudecca, avec des réalisateurs comme que Piero Ballerini, Giorgio Ferroni et Francesco De Robertis.
Au cours de sa carrière, en 1971, il est appelé à doubler Gino Cavalieri (it) dans le film La moglie del prete (La Femme du prêtre).
Il meurt à l'âge de 94 ans, dans sa ville natale de Vérone.

## Filmographie partielle
- 1930 : La Dernière Berceuse (La canzone dell'amore) de Gennaro Righelli
- 1931 : Resurrectio d'Alessandro Blasetti
- 1948 : L'Homme au gant gris (L'uomo dal guanto grigio) de Camillo Mastrocinque
- 1950 : Les Feux du music-hall (Luci del varietà)  d'Alberto Lattuada et Federico Fellini
- 1950 : Contre la loi (Contro la legge) de Flavio Calzavara
- 1950 : Il sentiero dell'odio de Sergio Grieco
- 1950 : Le Rebelle de Naples (Il conte di Sant'Elmo) de Guido Brignone
- 1952 : Le Roman de ma vie (Il romanzo della mia vita) de Lionello De Felice
- 1953 : Chansons, chansons, chansons (Canzoni, canzoni, canzoni) de Domenico Paolella
- 1954 :  Ulysse de Mario Camerini
- 1954 : La Maison du souvenir (Casa Ricordi) de Carmine Gallone
- 1954 : Gran varietà de Domenico Paolella, segment Mariantonia
- 1963 : Maciste contre Zorro ( Zorro contro Maciste) d'Umberto Lenzi
- 1963 : Hercule, le Héros de Babylone  (L’eroe di Babilonia) de Siro Marcellini
- 1966 : Les Nuits facétieuses (Le piacevoli notti) d'Armando Crispino et Luciano Lucignani
- 1971 : Le PDG a des ratés (La prima notte del dottore Danieli) de Giovanni Grimaldi
- 1971 : Mallory 'M' comme la mort (Il mio nome è Mallory... M come morte) de Mario Moroni : docteur
- 1972 : Fais vite, monseigneur revient ! (Quel gran pezzo della Ubalda tutta nuda e tutta calda) de Mariano Laurenti
- 1972 : Un cas parfait de stratégie criminelle (Terza ipotesi su un caso di perfetta strategia criminale) de Giuseppe Vari (crédité comme Joseph Warren)
- 1975 : Un vice de famille (Il vizio di famiglia) de Mariano Laurenti
- 1975 : Il cav. Costante Nicosia demoniaco ovvero: Dracula in Brianza de Lucio Fulci
- 1991 : Marcellino (Marcellino pane e vino) de Luigi Comencini